# Adriaen Waterloos
Adriaen Waterloos (* 8. März 1598 in Brüssel; † 10. August 1681 ebenda) war ein flämischer Stempelschneider und Medailleur.

## Leben
Adriaen Waterloos, Spross der aus den südlichen Niederlanden stammenden Stempelschneider- und Medailleurfamilie Waterloos, Sohn des Sijbrecht Waterloos, betrieb seine Werkstätte in seinem Geburtsort Brüssel. 1664 wurde er dort zum Generalmünzmeister ernannt.
Adriaen Waterloos, der zu den bedeutendsten Medailleuren des 17. Jahrhunderts zählt, schuf bemerkenswerte Porträtmedaillen in ebenso akribischer wie lebensnaher Modellierung, so die Medaille für Philipp IV. von Spanien, 1631, die Medaille für Erzherzog Leopold Wilhelm von Österreich, 1647, sowie die Medaille mit Selbstbildnis, um 1664.